# 4543 Phoinix
4543 Phoinix este un asteroid descoperit pe 2 februarie 1989 de Carolyn Shoemaker.